# Fun House (The Stooges-album)
 For alternative betydninger, se Fun House. (Se også artikler, som begynder med Fun House)
Fun House er titlen på The Stooges' anden LP fra 1970. Den blev indspillet i maj 1970 og udgivet i juli samme år. Ligesom forgængeren, albummet The Stooges (1969), solgte Fun House ikke særligt mange eksemplarer.